# Olympische Sommerspiele 1900/Cricket
Die in der Paris im Rahmen der Weltausstellung (Exposition Universelle et Internationale de Paris) ausgetragenen Internationalen Wettbewerbe für Leibesübungen und Sport (Concours Internationaux d’Exercices Physiques et de Sports) umfassten auch ein Cricketspiel, das Bestandteil der Olympischen Sommerspiele 1900 (Spiele der II. Olympiade) war.

## Anmerkungen

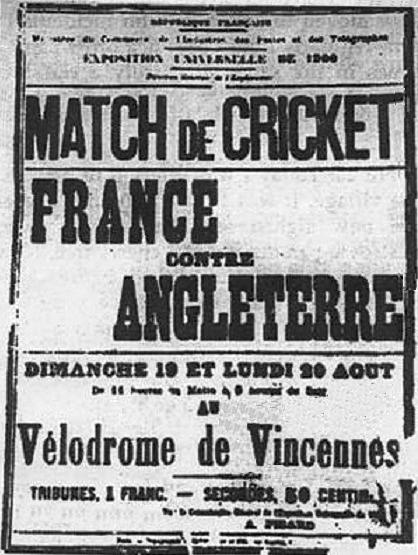
Plakat mit Vorankündigung für das einzige olympische Cricketspiel

## Ergebnis
| 19. – 20. August | Vincennes | Großbritannien 117 & 145-5d         | – | Frankreich 78 & 26 |
|                  |           | Großbritannien gewinnt mit 158 Runs |   |                    |

Die Briten erzielten im ersten Innings 117 Runs, wobei Frederick Cuming 38 Runs und C. B. K. Beachcroft 23 Runs erzielten. Bester Bowler für die Franzosen war William Anderson mit 4 Wickets. Frankreich erwiderte mit 78 Runs, wobei John Braid mit 25 Runs der erfolgreichste Schlagmann war. Bester Bowler für Großbritannien war Frederick Christian mit 7 Wickets. In ihrem zweiten Innings deklarierte Großbritannien beim Stand von 145 Runs für 5 Wickets, wobei Alfred Bowerman mit 59 Runs und Beachcroft mit 54 Runs jeweils ein Half-Century erzielten. H. F. Roques war für Frankreich mit 3 Wickets der beste Bowler. In ihrem zweiten Innings musste Frankreich somit 185 Runs erzielen, verlor aber seine Wickets schon nach 26 Runs, wobei Montagu Toller mit 7 Wickets der beste britische Bowler war. Somit gewann Großbritannien mit 158 Runs. Abweichend von diesen addierten sich die Runs und Extras der Spieler im Spielbericht im ersten Innings jeweils zu zwei Runs weniger für die Mannschaften, was Zweifel an der Korrektheit des Ergebnisses zulässt.

## Medaillenspiegel
| Platz | Land           | Silber | Bronze | Dritter | Gesamt |
| ----- | -------------- | ------ | ------ | ------- | ------ |
| 1     | Großbritannien | 1      | –      | –       | 1      |
| 2     | Frankreich     | –      | 1      | –       | 1      |

## Medaillengewinner

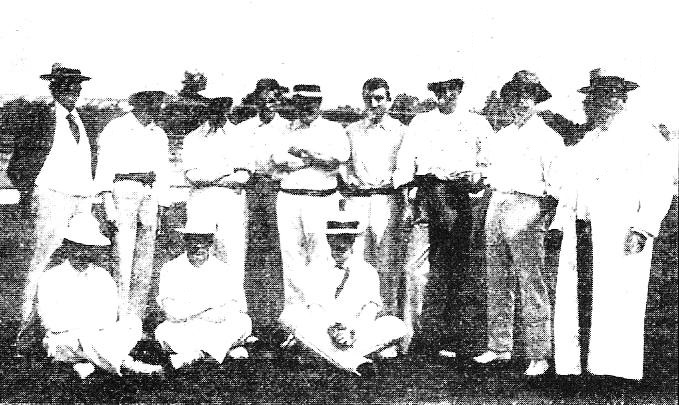
Das Cricket-Team der USFSA

| Platz | Land | Sportler |
| ----- | ---- | --- |
| 1     | GBR  | Devon & Somerset County Wanderers Charles Beachcroft (Kapitän), Arthur Birkett, Alfred Bowerman, George Buckley, Francis Burchell, Frederick Christian, Harry Corner, Frederick Cuming, William Donne, Alfred Powlesland, John Symes, Montagu Toller   |
| 2     | FRA  | Union des sociétés françaises de sports athlétiques William Anderson, William Attrill, John Braid, W. Browning, Robert Horne, Timothée Jordan, Arthur MacEvoy, Douglas Robinson, H. F. Roques, Alfred Schneidau, Henry Terry, Philip Tomalin (Kapitän) |

Datum: 19. und 20. August 1900